# Малогазові вибухові речовини
Малогазові вибухові речовини (рос. малогазовые взрывчатые вещества, англ. explosive with small gases going out) — ВР, які утворюють при вибуховому перетворенні незначну кількість газів отруйних (продуктів вибуху), останні легко видаляються при провітрюванні. Малогазові вибухові речовини містять мінеральні солі (нітрат калію, хлорид та ін.).